# 키아로스쿠로

지오반니 발리오네의 천상과 세속의 사랑 (1602–1603),키아로스쿠로를 잘 보여준다.

키아로스쿠로(chiaroscuro,영어: /kiˌɑːrəˈsk(j)ʊəroʊ/; 이탈리아어: [ˌkjaroˈskuːro])는 명암의 대비 효과를 사용하여 예술 작품을 만드는 것을 의미한다. 3차원적인 물체나 사람을 묘사할 때 입체적인 느낌을 주기 위해 명암의 효과를 사용하는 것에 사용되기도 한다. 사진술이나 영화 제작에서도 명암법이라는 말이 쓰인다.